# Mucuna melanocarpa
Mucuna melanocarpa är en ärtväxtart som beskrevs av Achille Richard. Mucuna melanocarpa ingår i släktet Mucuna och familjen ärtväxter. Inga underarter finns listade i Catalogue of Life.